# Cygnus A
Cygnus A (3C 405) est l'une des radiogalaxies les plus brillantes et les plus célèbres. Elle fut découverte par Grote Reber en 1939. En 1953, Roger Jennison et M. K. Das Gupta montrèrent qu'elle comportait deux sources. Comme toutes les radiogalaxies, elle contient un noyau galactique actif.

## Présentation
Les images de la galaxie dans le domaine radio du spectre électromagnétique montrent deux jets s'échappant dans des directions opposées du centre de la galaxie. Ces jets s'étendent sur plusieurs fois la longueur de la partie de la galaxie hôte qui émet du rayonnement visible. À l'extrémité des jets se trouvent deux lobes avec des "points chauds" au rayonnement plus intense. Ces points chauds se forment lorsque la matière des jets heurte le milieu intergalactique environnant.
Cygnus A apparait dans le livre de Carl Sagan Contact comme le produit d'êtres créant activement une galaxie.